# 韋芸
韋 芸（韋藝、い げい、538年 - 595年）は、北周から隋にかけての官僚・軍人。字は世文。本貫は京兆郡杜陵県。韋世康の弟。

## 経歴
韋敻の子として生まれた。若いころ国子で授業を受けた。北周の武帝のとき、軍功により、位は上儀同に進み、修武県侯の爵位を受けた。左旅下大夫となり、魏郡太守として出向した。
580年、楊堅が北周の丞相となると、相州総管尉遅迥が叛乱を計画しているのを察知した。楊堅は韋芸の叔父にあたる韋孝寛を鄴に派遣して尉遅迥と交代させようとした。韋孝寛は鄴に到着する前に、病と称して伝舎にとどまり、尉遅迥に薬を送らせ、叛乱計画の進み具合を知ろうとした。尉遅迥は韋芸を派遣して韋孝寛を迎えさせた。韋孝寛が韋芸に尉遅迥の動向を尋ねたが、韋芸は尉遅迥に味方していたため、実のある回答をしなかった。韋孝寛が怒って韋芸を斬ろうとしたので、韋芸は恐れて尉遅迥の叛乱計画をしゃべった。韋孝寛は韋芸を連れて西に逃亡し、各駅ごとに伝馬を徴発し、また駅司に「蜀公の手の者が来るので、酒食を用意してもてなすように」と伝えた。尉遅迥は騎兵を派遣して韋孝寛を追わせたが、追っ手が駅に着くたびに、酒食でもてなされ、また替え馬もなかったので、遅々として進まず、このため韋孝寛は韋芸とともに虎口を逃れることができた。楊堅は韋孝寛のために韋芸の罪を不問に付した。韋芸は開府の位を加えられ、韋孝寛の下で尉遅迥を討ち、尉遅惇を撃破し、相州を平定するのに、功績を挙げた。位は上大将軍に進み、武威県公に改封された。
581年、隋が建国されると、韋芸は魏興郡公に進んだ。1年あまりして、斉州刺史に任ぜられた。その統治は清廉簡素で、官吏や民衆もかれになついた。在職すること数年、営州総管に転じた。韋芸の容貌は魁偉で、北方民族たちが挨拶に来るたびに、必ず儀衛を整えて迎えたので、かれらに畏敬された。殖産につとめ、北方と交易して、巨万の富を蓄えたので、清流派にそしられた。595年、在官のまま死去した。享年は58。諡は懐といった。

## 伝記資料
- 『隋書』巻47 列伝第12
- 『北史』巻64 列伝第52